# Francine Pelletier (journaliste)
Pour les articles homonymes, voir Francine Pelletier et Pelletier.
Francine Pelletier, née en Ontario en 1955, est une journaliste, travaillant en français et en anglais, basée à Montréal, Québec, Canada. Elle est l'une des fondatrices du magazine d'actualité féministe La Vie en Rose (1980-1987). Elle a écrit pour La Presse (de 1988 à 1992), la Gazette de Montréal et dans le quotidien Le Devoir (depuis 2013), dans lequel elle publie toujours une chronique hebdomadaire (qui paraît également sur Francine Pelletier, le blog). Elle a également été collaboratrice pour plusieurs magazines, dont L'actualité, Maclean's et Châtelaine.
À la suite du massacre de l'École Polytechnique, le 6 décembre 1989, durant lequel 14 femmes sont assassinées par Marc Lépine, elle fait pression pour obtenir la diffusion publique de la lettre de suicide trouvée sur Lépine. Pelletier a finalement accès à son contenu le 22 novembre 1990, qu'elle publiera ensuite dans La Presse : la lettre contenait également une liste de 19 féministes québécoises que Marc Lépine avait ciblées et le nom de Pelletier figurait sur cette liste. 
Elle a été commentatrice sur la chaîne PBS pour le programme Les Éditeurs et a travaillé comme journaliste pour la Télévision de la CBC sur Le Magazine National et en tant que co-animatrice et reporter de The Fifth Estate, une émission d'affaires publiques, pendant cinq ans.  
Depuis sa sortie de la SRC, Pelletier est également devenue réalisatrice de documentaires : elle a notamment produit Monsieur (2004), un film-documentaire de 52 minutes sur l'ancien Premier ministre du Québec Jacques Parizeau, diffusé sur les ondes de Télé-Québec et CBC, pour lequel Francine Pelletier reçoit deux nominations aux Gémeaux de 2004 dans les catégories de Meilleure réalisation et de Meilleur portrait. 

## Formation
Francine Pelletier possède un baccalauréat en lettres de l'Université d'Ottawa, complété en 1970 et a par la suite complété sa maîtrise à l'Université d'Alberta. Son mémoire de maîtrise porte sur une comparaison du concept d'identité dans les poésies québécoises et canadiennes. 

## Publication(s)
- Second début : cendres et renaissances du féminisme, Montréal, Atelier 10, « Documents », 2015, 81 pages.

## Controverses
- En janvier 2019, elle a affirmé que les opposants au registre des armes à feu du Québec étaient tous des hommes blancs en colère et a qualifié le groupe de machos. Ceci a soulevé un certain tollé parmi les opposants au registre qui, dans les régions du Québec, comportent un nombre important de femmes pratiquant le tir sportif et/ou la chasse.
- En décembre 2019, elle suscite la controverse en interrogeant, dans une chronique, la notion d'identité de genre. Tout en se portant à la défense des femmes trans vivant de la discrimination, elle suggère qu'une réflexion s'impose quant à leur statut au sein du mouvement féministe[7].
- Le 13 mai 2020, Mme Pelletier a écrit une chronique dans Le Devoir intitulée Le masque[8], qui a provoqué une levée de boucliers chez les adeptes de la laïcité[9],[10],[11].
- Le 26 janvier 2022, sa chronique, intitulée La pandémie revue et corrigée, rapporte les propos du Dr Norman Doidge parus le 22 janvier dans le Globe and Mail. Avec le Dr Doidge, elle s'inquiète de l'unilatéralité des débats et des informations reliés aux traitements de la COVID-19, ainsi que du manque de travail critique des médias autour de ces sujets. Elle écrit: "Plutôt qu'aider à passer le message des mesures sanitaires, taire les informations qui dérangent, tout en imposant des mesures coercitives, est une recette qui incite au désabusement et à la désobéissance civile". Elle est rappelée à l'ordre par Marie-Andrée Chouinard, rédactrice en chef du Devoir, qui insère un long démenti en avant-propos de l'article.
- Une semaine plus tard, le 2 février 2022, elle écrit sa dernière chronique, Mes adieux au Devoir, où elle annonce son départ du journal. L'article ne précise pas si ce départ était voulu ou imposé.